# Feuille sur un oreiller
Pour plus de détails, voir Fiche technique et Distribution.
Feuille sur un oreiller (Daun di Atas Bantal) est un film indonésien réalisé par Garin Nugroho, sorti en 1998. Il a été retenu pour la sélection Un certain regard au Festival de Cannes 1998.

## Synopsis
Le film suit trois enfants des rues, Sugeng, Heru et Kancil (joués par eux-mêmes), dans leur vie quotidienne à Yogyakarta. Ils survivent comme ils peuvent, au moyen de mendicité ou de vol. Ils reçoivent l'aide d'Asih, une vendeuse qui les laisse dormir dans la boutique où elle travaille. Ils se bagarrent régulièrement pour avoir leur oreiller préféré. Mais les trois enfants vont être victimes des dangers de leur vie précaire et exposée.

## Distribution
- Sugeng
- Heru
- Kancil
- Christine Hakim : Asih
- Kabri Wali
- Deni Christanta
- Sarah Azhari
- Julie Estelle

## Production
Le film a pour origine un documentaire du même réalisateur, Dongeng Kancil untuk Kemerdekaan, commandé par NHK Japan.
C'est le premier film produit par l'actrice Christine Hakim, pour soutenir la production cinématographique indonésienne, et le travail du réalisateur Garin Nugroho. Elle raconte que plusieurs prises ont dû être refaites en raison d'un défaut qui a été détecté tardivement ; elle avait envoyé les bandes en une fois par mesure d'économie au lieu de les envoyer au fur et à mesure.

## Postérité
Feuille sur un oreiller fait partie des huit films indonésiens ayant connu un succès international retenus par Liputan 6, avec Tjoet Nja' Dhien d'Eros Djarot, The Mirror Never Lies de Kamila Andini, The Forbidden Door de Joko Anwar, Macabre de Timo Tjahjanto et Kimo Stamboel ou What They Don't Talk About When They Talk About Love de Mouly Surya.
Il fait aussi partie des cinq films conseillés dans la filmographie de l'actrice Christine Hakim par TribunStyle.

## Récompenses
- Festival du film Asie-Pacifique 1998 : prix du meilleur film[1]
- Festival international du film de Tokyo 1998 : prix spécial du jury[1]
- Festival international du film de Cinemanila 1999 : Grand Prix[1]